# نهائي كأس إسكتلندا 2007
نهائي كأس اسكتلندا 2007 هي المباراة النهائية من منافسة كأس اسكتلندا 2006–07، أقيمت المباراة في 26 مايو 2007، في هامبدن بارك، بين فريقي نادي سلتيك، ودونفرملين أثلتيك، وفاز فيها نادي سلتيك، بعد أن هزم دونفرملين أثلتيك، بنتيجة 1 - 0، وكان حكم المباراة كيني كلارك، وحضر المباراة 49600 شخصاً.

## تفاصيل المباراة
لعبت المباراة النهائية في 26 مايو 2007.
| سلتيك | 1-0 | دونفرملين أثلتيك |
| ----- | --- | ---------------- |
|       |     |                  |

| سلتيك | دونفرملين أثلتيك |